# Sveto Trojstvo (Masaccio)
Masacciova freska Sveto Trojstvo u firentinskoj crkvi Santa Maria Novella predstavlja jednu od prvih renesansnih slika u kojoj su prvi put upotrijebljena pravila linearne perspektive, ali i novih elemenata arhitekture koje je ustanovio Filippo Brunelleschi. Ovo je vjerojatno posljednje djelo što ga je Masaccio uspio naslikati jer je umro 1428. god. u dobi od 27 godina.

## Odlike
Jedna jedina točka nedogleda nalazi se u sredini naslikane stube koja se nalazi na visini očišta promatrača. Linije koje proizlaze iz ove točke protežu se u rebrima naslikanog svoda, čime se stvara iluzija dubine prostora iza crkvenog zida. Ovaj lažni prostor je naglašen s dva korintska polustuba koji podupiru arhitrav i uokviruju polukružni luk koji nose dva kompozitna stupa.
Ispod iluzionističkog interijera naslikan je sarkofag kojeg okružuju dvostruki korintski stupovi, a na njemu leži kostur, dok iznad njega piše: "Ja bijah ono što si ti, a što sam sada to ćeš ti biti". Ovakvo upozorenje mrtvih živima se naziva "memento mori" (podsjetnik smrti), a bilo je osobito popularno u srednjem vijeku i renesansi. Uloga joj je bila da upozori gledatelje na konačnost ljudskog života i ponudi put k spasenju kroz vjeru u Krista.
Razmještaj figura na slici je piramidalan i u hijerarhijskom redu po važnosti likova. Tako vrh piramide čini lice Boga (koji stoji na postolju iznad križa) i rukama drži križ na kojemu je raspet Krist, a između njihovih glava lebdi bijela golubica (Duh Sveti). Isusove ruke su napete, a glava mu je blago obješena na grudi, a tijelo mu je naslikano s dotada neviđenom preciznošću te se čak nazire i kroz tanku tkaninu njegove robe.
Ostatak kompozicije čine Marija (koja gleda u promatrača i čini simboličan pokret rukom pokazujući na svog sina), Sveti Ivan (u ožalošćenoj pozi), te na stubi zvan svetog prostora luka kleče dva donora u molitvi (vjerojatno članovi utjecajne obitelji Lenzi koji su platili ovu fresku). Renesansni donori su se nadali da će se njihove molitve uslišiti ako plate umjetničko djelo u crkvi, ali njihovo prisustvo na slici nije samo znak njihovog sponzorstva, nego i njihova želja da se prikažu pobožnima, čime su zaslužili da budu u društvu svetaca. Zato se njihovi portreti s istančanim karekterima (za razliku od svetih likova koji su idealizirani) u slici nalaze na prijelazu iz stvarnog svijeta u sveti prostor oslikane sobe.
I u postupku s bojom se osjeća istančan ritam. Božanski likovi se ističu snažnim sivim i crvenim tonovima koji se spiralno prožimaju. Sitnije nepravilnosti visine likova i oštrog kuta njihova rasporeda nadahnjuju sliku životom te kod promatrača stvaraju dojam da se i sam nalazi u kapelici stojeći pred svecima.

## Vanjske poveznice
- HumanitiesWeb: Masacciovo Sveto Trojstvo  Arhivirana inačica izvorne stranice od 26. ožujka 2016. (Wayback Machine)